# Bruno Mielke
Bruno Mielke (* 13. Februar 1936 in Eichfier, Kreis Deutsch Krone; † 9. März 2025 in Meckenheim) war ein Brigadegeneral der Luftwaffe der Bundeswehr. Er war von 1989 bis 1991 Kommandeur der Offizierschule der Luftwaffe.

## Leben
Beförderungen
- 1957 Leutnant
- 1960 Oberleutnant
- 1965 Hauptmann
- 1969 Major
- 1971 Oberstleutnant
- 1976 Oberst
- 1984 Brigadegeneral

Bruno Milke wuchs mit vier Brüdern und den Eltern Margarethe und Leo Mielke auf deren Bauernhof auf. Nach der Flucht vor der Roten Armee lebten sie in Dänemark in einem Internierungslager. Zurück aus der Kriegsgefangenschaft fand sein Vater Arbeit als Forstarbeiter in Barnstedt.

### Karriere
Nach dem Abitur trat Mielke 1956 in das Luftwaffenausbildungsregiment 1 in Uetersen ein. 1956/57 besuchte er die Offizierschule der Luftwaffe in Faßberg. Von 1957 bis 1959 erhielt er seine fliegerische Ausbildung in Itzehoe und Kanada. Von 1960 bis 1962 war er im Stab Ausbildungsgruppe an der Flugzeugführerschule B in Fürstenfeldbruck. Danach war er Zugführer und Kompaniechef im Offizieranwärterbataillon in Fürstenfeldbruck.
Von 1967 bis 1968 durchlief er den 12. Generalstabslehrgang Luftwaffe an der Führungsakademie der Bundeswehr in Hamburg. Danach war er A1 in der 3. Luftwaffendivision in Meßstetten. Von 1971 bis 1976 war er Referent im Bundesministerium der Verteidigung in Bonn. 1975/76 war er Teilnehmer beim 47. NATO Defense College in Rom. Von 1976 bis 1980 war er A1 beim Allied Joint Force Command Brunssum. Von 1980 bis 1984 war er Referatsleiter im Führungsstab der Luftwaffe und im Anschluss Unterabteilungsleiter im BMVg.
1989 wurde er Kommandeur der Offizierschule der Luftwaffe in Fürstenfeldbruck. In dieser Funktion verantwortete er im September 1990 die Einweisung von 280 NVA-Offizieren der DDR-Luftwaffe in die Prinzipien der Inneren Führung. Er ließ sie die damit verbundene, aber für sie ungeahnte Offenheit in der Bundesluftwaffe kennenlernen; ebenso Bayern und die westliche Lebensweise.
Von 1991 bis 1993 war er stellvertretender Amtschef des Luftwaffenamtes in Köln-Wahn. 1993 trat er außer Dienst.

### Auszeichnungen
- Bundesverdienstkreuz am Bande
- 1990: Bundesverdienstkreuz I. Klasse